# Asaba (Delta)

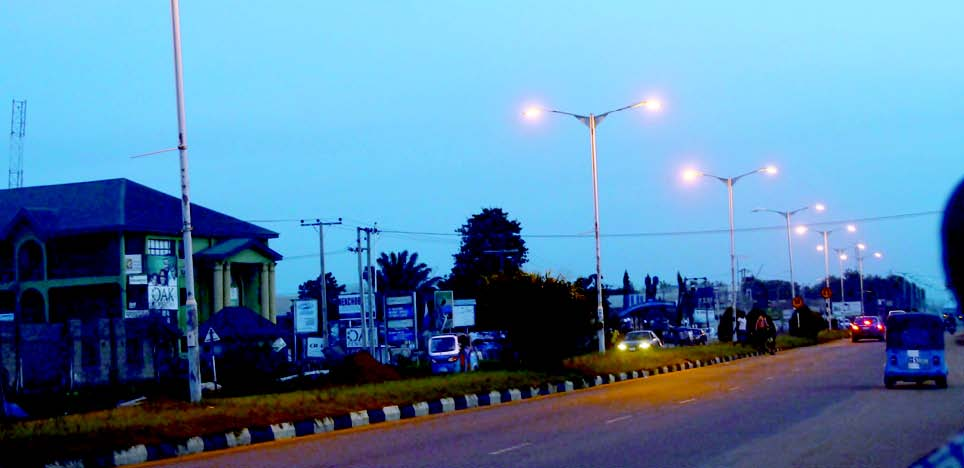
Uma rua em Asaba

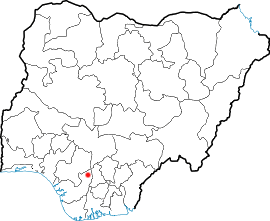
Localização de Asaba.

Asaba é uma cidade da Nigéria, capital do estado de Delta. Sua população é estimada em 79.935.